# Фройденталь, Хайнц
Хайнц Фройденталь (нем. Heinz Freudenthal; 25 апреля 1905, Данциг, Пруссия — 29 мая 1999, Мюнхен) — немецкий альтист и дирижёр еврейского происхождения. Сын главного раввина Нюрнберга.
Окончил Вюрцбургскую Высшую школу музыки (1927). В 1927—1928 гг. альтист в Майнингене, в 1928—1936 гг. — в Гётеборгском симфоническом оркестре. В 1936—1953 гг. главный дирижёр Норрчёпингского симфонического оркестра. В 1954—1961 гг. возглавлял Симфонический оркестр Израильского радио. В 1961—1973 гг. руководил музыкальными училищами сперва в Карлстаде, а затем в Кристиансанде. С 1985 г. жил в Мюнхене.
Среди записей, оставленных Фройденталем, — «Субботняя служба для Нюрнбергской синагоги» Луи Левандовского, записанная в 1982 г. с нюрнбергским Хором Ганса Сакса.